# Cedemon tristis
Cedemon tristis är en skalbaggsart som beskrevs av Charles Joseph Gahan 1890. Cedemon tristis ingår i släktet Cedemon och familjen långhorningar.
Artens utbredningsområde är Madagaskar. Inga underarter finns listade.